# تونوکای
تونوکای (به لاتین: Thunukkai) یک منطقهٔ مسکونی در سری‌لانکا است که در استان شمالی (سری‌لانکا) واقع شده‌است.